# Una pena en observación
Una pena en observación (título original en inglés A Grief Observed) es una colección de las reflexiones que el escritor británico C. S. Lewis escribió tras la muerte de su esposa, Joy Gresham en 1960.
Para evitar que se conociera la autoría del libro, Lewis lo publicó bajo el pseudónimo de «N. W. Clerk», refiriéndose a su esposa como «H.», ya que el primer nombre de Joy Gresham era Helen.
El libro recopila las notas manuscritas en las que Lewis expone su pena, desde los pequeños acontecimientos de la vida cotidiana sin su esposa hasta profundas preguntas acerca de la fe, la voluntad de Dios y su silencio. El título quiere recordar que no se trata de un ensayo acerca del dolor, sino de la perspectiva individual de un hombre ante la pérdida de su esposa y del duelo como camino para el encuentro con el Dios cristiano:

«(...) Los momentos en los que el alma no encierra más que un puro grito de auxilio deben ser precisamente aquellos en que Dios no puede socorrer. Igual que un hombre a punto de ahogarse al que nadie puede socorrer porque se aferra a quien lo intenta y le aprieta sin dejarle respiro. Es muy probable que nuestros propios gritos reiterados ensordezcan la voz que esperamos oír.»
C.S. Lewis, Una pena en observación.

La historia del libro y del matrimonio de Gresham y Lewis fue la base para el telefilme Shadowlands y la película dirigida por Richard Attenborough Tierras de penumbra, protagonizada esta última por Anthony Hopkins y Debra Winger.
La edición en español de la obra está traducida del inglés por la escritora Carmen Martín Gaite.